# Jacquette de Lansac
Pour les articles homonymes, voir Lansac.
Jacquette Andron de Lansac  (v. 1490 - 27 avril 1532) est une maîtresse du roi François Ier,,,,.
Elle fonda à Bordeaux en 1520 le couvent des Annonciades, suivant la règle fixée par Sainte Jeanne de France (1464-1505), pour des religieuses du couvent d'Albi.

## Biographie
Née vers 1490 d'une famille propriétaire du château de Lansac près de Bourg, Jacquette Andron de Lansac fut mariée deux fois et mère de cinq enfants.
Elle avait une ascendance illustre, quoique bâtarde. Fille de Thomas Andron de Lansac, propriétaire de la maison Beguey à Bordeaux, et de Françoise de Pérusse des Cars, elle était petite-fille de Raymond Amanieu Andron de Lansac, chevalier, dit « Mandot de Lansac », qui avait épousé le 2 août 1450, Jeanne de Béarn, fille naturelle de Gaston Ier de Foix-Grailly, Captal de Buch et Vicomte de Benauge.
Elle était cousine des Comtes de Foix, et également cousine d'Anne de Bretagne (par la mère de cette dernière, Marguerite de Foix, épouse du duc de Bretagne ; Anne de Bretagne fut la femme de Charles VIII, puis la deuxième femme de Louis XII, la première étant sainte Jeanne de France, sœur de Charles VIII et fondatrice de l'Annonciade).
Vers 1510, devenue seule héritière de sa branche, baronne de Lansac et du Bec d'Ambès, propriétaire de la maison Beguey, elle épousa Alexandre de Saint Gelais, seigneur de Cornefou près de Cognac. Celui-ci joua un rôle important de son temps, fut garde-sceau de la Chancellerie à Bordeaux, ambassadeur pour le Roi. Il était également frère d'Octavien de Saint-Gelais, évêque d'Angoulême. De sa relation avec François Ier, gendre d'Anne de Bretagne, elle eut un fils, Louis de Saint-Gelais, né en 1513, ainsi qu'une fille .

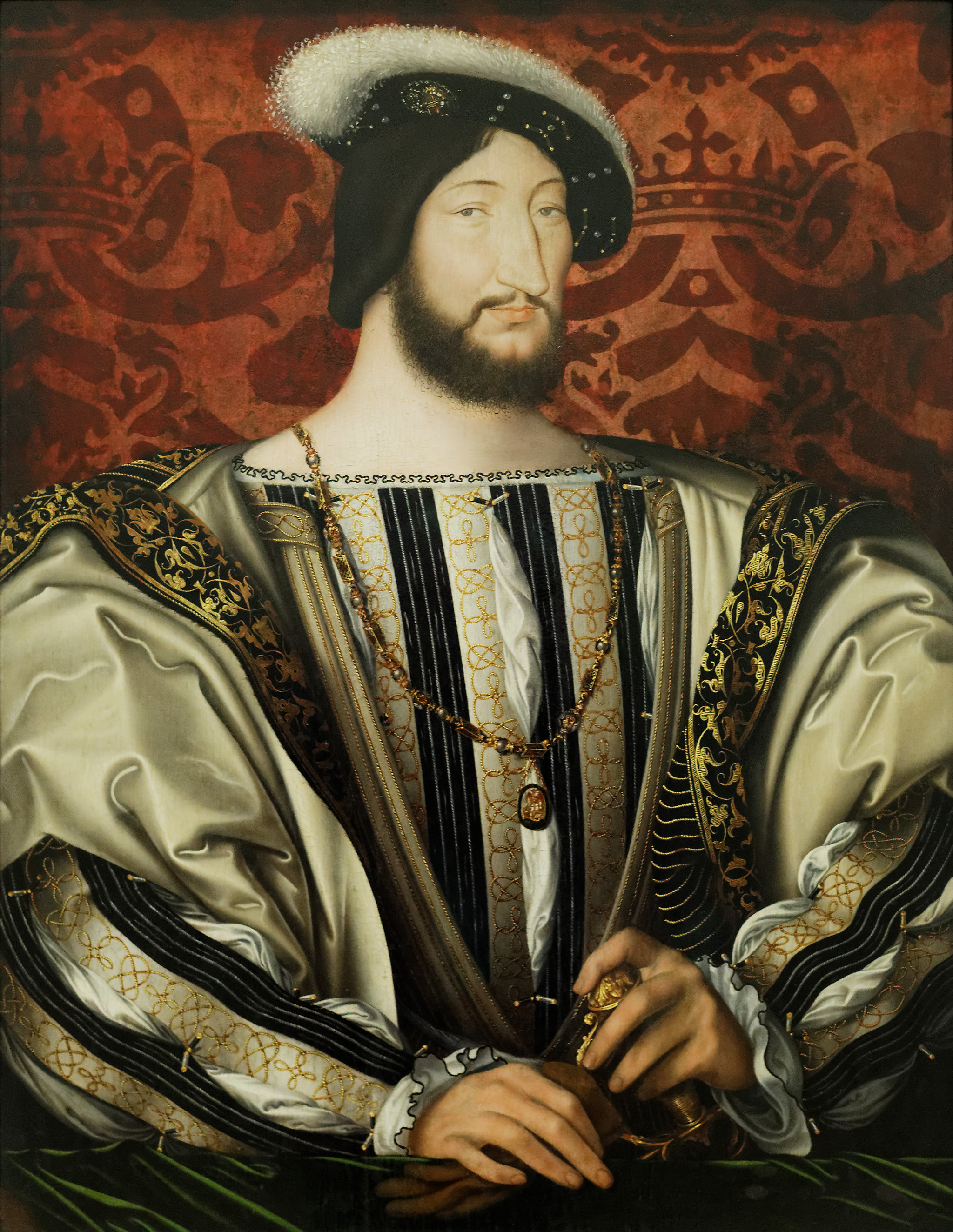
François Ier vers 1530 par Jean Clouet.
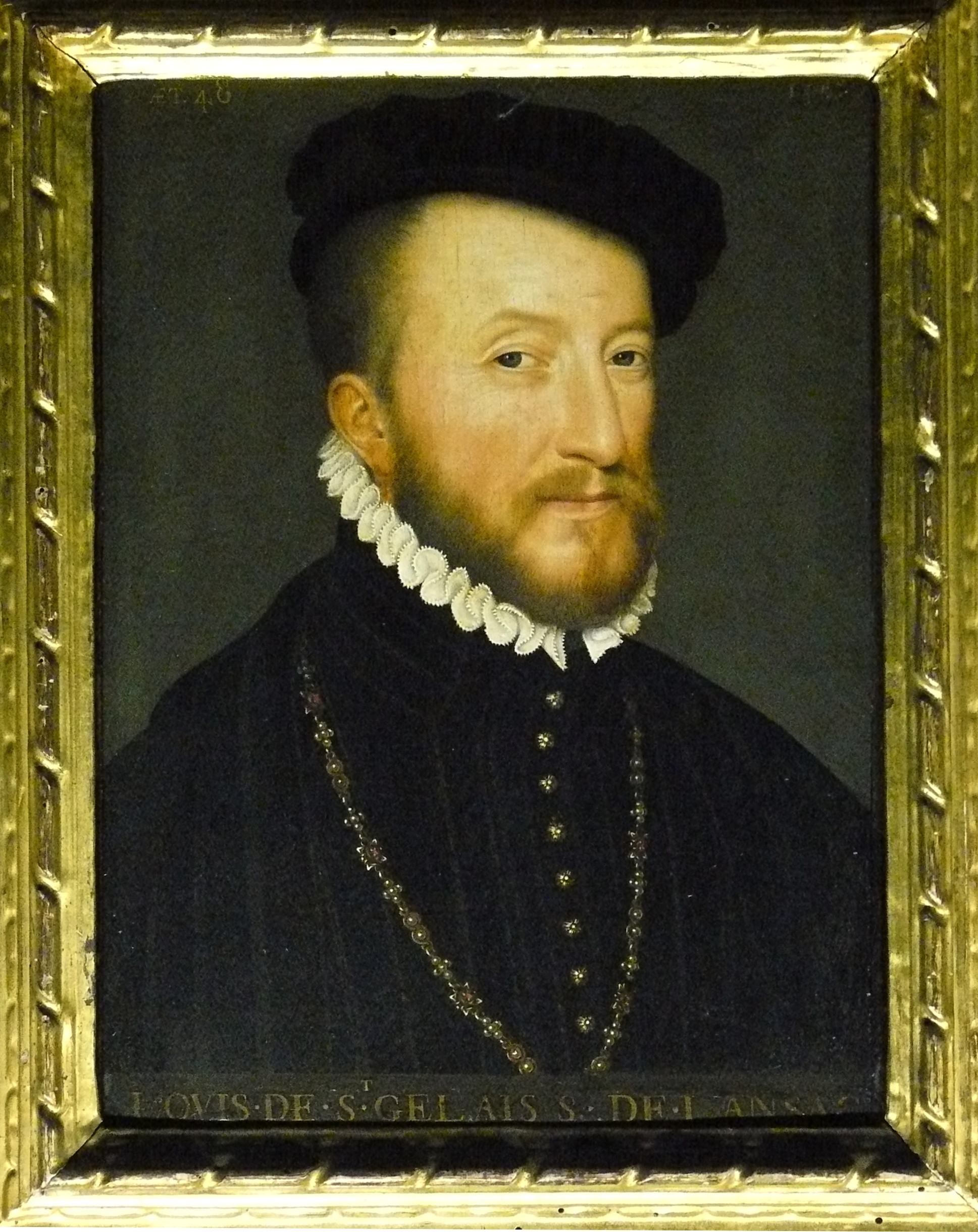
Portrait de Louis de Saint-Gelais, fils de Jacquette de Lansac et de François Ier (par Jean Clouet).

En 1520, elle fonda le couvent des Annonciades  suivant la règle fixée par Jeanne de France (1464-1505), pour des religieuses du couvent d'Albi. Il est l'un des seuls cloîtres de la Renaissance encore conservés en Aquitaine (il est situé 54 rue Magendie à Bordeaux).
Devenue veuve en 1522, Jacquette épouse Jacques de Pons, baron de Mirenbeau, Plassac, le fondateur de Brouage, cadet d'une grande famille de Saintonge, qui lui assurait une situation sociale de premier plan. Elle eut trois fils avec son deuxième mari. Elle fit son testament en 1525 et mourut en 1532.